# There Is a Time
There Is a Time è il terzo album discografico in studio dell'artista Liza Minnelli, pubblicato nel 1966 dalla Capitol Records. 

## Tracce

### Side 1
1. There Is a Time (Le Temps) (Lees, Charles Aznavour, Davis)
2. I (Who Have Nothing) (Jerry Leiber, Mike Stoller, Mogol, Carlo Donida)
3. M'Lord (Marguerite Monnot, Yussef Mustacchi)
4. Watch What Happens (Demy, Gimbel, Michel Legrand)
5. One of Those Songs (Calvi, Holt)
6. Days of the Waltz (Jacques Brel, Holt)

### Side 2
1. Ay Marieke (Jacques Brel, Jouannest)
2. Love at Last You Have Found Me (Charles Aznavour, Worth)
3. I'll Build A Stairway to Paradise (Buddy DeSylva, George Gershwin, Ira Gershwin)
4. See the Old Man (John Kander, Fred Ebb)
5. The Parisians (Alan Jay Lerner, Frederick Loewe)